# Dasyvalgus pubicollis
Dasyvalgus pubicollis är en skalbaggsart som beskrevs av Maurice Pic 1928. Dasyvalgus pubicollis ingår i släktet Dasyvalgus och familjen Cetoniidae. Inga underarter finns listade i Catalogue of Life.